# Pernilla Karlsson
Pernilla Karlsson (* 11. června 1990 Siuntio) je finská házenkářka a členka finského národního týmu v házené (2012). V sezóně 2012/2013 hrála za ženskou skupinu házenkářského klubu Dicken (Helsinki).
Také je známá jako zpěvačka, která vyhrála pěvecké národní kolo a reprezentovala Finsko na Eurovision Song Contest 2012. S písní „När jag blundar“ skončila v semifinále na 12. místě a nekvalifikovala se tak do finále.